# Dioxycanus fusca
Dioxycanus fusca är en fjärilsart som beskrevs av Alfred Philpott 1914. Dioxycanus fusca ingår i släktet Dioxycanus och familjen rotfjärilar. Inga underarter finns listade i Catalogue of Life.